# 沃伊特峰
66°40′S 65°35′W / 66.667°S 65.583°W
沃伊特峰（德語：Voit Peak），是南極洲的山峰，位於葛拉漢地西岸的盧貝海岸，處於德拉蒙德冰川和霍普金斯冰川之間，以德國的生理學家命名，現時由南極條約體系管理。